# براونز میل (ویرجینیا)
براونز میل (به انگلیسی: Browns Mill) یک منطقهٔ مسکونی در ایالات متحده آمریکا است که در شهرستان فرفکس، ویرجینیا واقع شده‌است.